# تپه قوزلو
تپه قوزلو مربوط به تا دوران‌های تاریخی پس از اسلام است و در شهرستان آوج، بخش مرکزی آوج،روستای قوزلو واقع شده و این اثر در تاریخ ۲۲ مرداد ۱۳۸۴ با شمارهٔ ثبت ۱۳۲۴۵ به‌عنوان یکی از آثار ملی ایران به ثبت رسیده است.